# Festival du cinéma russe à Honfleur 2012
Le Festival du cinéma russe à Honfleur 2012, 20e édition du festival, s'est déroulé du 20 au 25 novembre 2012.

## Déroulement et faits marquants
Le 24 novembre 2012, le palmarès est dévoilé. Le film Voilà ce qui m'arrive de Victor Chamirov remporte le prix du meilleur film. Le prix du meilleur premier film est remporté par le film Ils sont tous partis de Gueorgui Paradjanov.

## Jury
- Jean Becker (président du jury), réalisateur
- Mei-Chen Chalais (présidente d'honneur), productrice
- Robert Hossein, metteur en scène, réalisateur, acteur
- Giacomo Battiato, réalisateur
- Nina Companeez, réalisatrice
- Serge Rezvani, écrivain, scénariste
- Josée Dayan, réalisatrice
- Jacques Dorfmann, producteur, réalisateur
- Patrick de Carolis, journaliste

## Sélection

### En compétition
- Kokoko d'Avdotia Smirnova
- La Journée d'un prof (День учителя, Den uchitelya) de Sergueï Mokritskiy
- Récits (Рассказы) de Mikhaïl Segal
- Voilà ce qui m'arrive (Со мною вот что происходит) de Victor Chamirov
- 4 jours en mai (4 дня в мае) d'Achim von Borries
- Je serai près de toi (Я буду рядом) de Pavel Rouminov
- L'Admiratrice (Поклонница) de Vitali Melnikov

### Débuts
- Ils sont tous partis (Все ушли) de Gueorgui Paradjanov
- Ivan atomique (Атомный Иван) de Vasily Barkhatov
- The Daughter d'Alexander Kasatkine et Natalia Nazarova
- Gámer (Гамер) d'Oleg Sentsov

### Panorama: Un nouveau regard sur l'Histoire
- Août 2008 (Август восьмого) de Djanik Fayziev
- Expiation / Le Rachat (Искупление) d'Alexandre Prochkine
- L'Espion (Шпион) d'Alexeï Andrianov
- Le Tigre blanc (Белый тигр) de Karen Chakhnazarov
- Le Concert de Radu Mihaileanu

### Avant-première
- La Horde (Орда) d'Andreï Prochkine

## Palmarès
- Prix du meilleur film : Voilà ce qui m'arrive de Victor Chamirov.
- Prix du meilleur scénario : Kokoko d'Avdotia Smirnova.
- Prix du meilleur acteur : Alexeï Gouskov, pour son rôle dans 4 jours en mai.
- Prix de la meilleure actrice : Anna Mikhalkova et Yana Troyanova, pour leurs rôles dans Kokoko.
- Prix du meilleur premier film : Ils sont tous partis de Gueorgui Paradjanov.
- Prix du public : 4 jours en mai d'Achim von Borries.